# Nati nel 1935/Febbraio
| Questa pagina contiene informazioni ricavate automaticamente dalle voci biografiche con l'ausilio del template Bio e di un bot. L'aggiornamento è periodico e automatico e ricostruisce completamente la pagina. Se manca una persona in questa lista, sei pregato di non aggiungerla, ma accertati piuttosto che la sua voce biografica contenga il template Bio e che i dati anagrafici siano correttamente compilati. Se il template Bio manca, inseriscilo tu stesso o, in alternativa, metti l'avviso {{tmp\|Bio}} che ne segnala la mancanza. Se i dati riportati sono sbagliati, correggi direttamente la voce biografica; le modifiche saranno visibili in questa lista entro pochi giorni. Per chiarimenti vedi il progetto biografie. La lista contiene solo le 155 persone che sono citate nell'enciclopedia e per le quali è stato implementato correttamente il template Bio. Pagina aggiornata al 10 ago 2025. |

- 1º febbraio - Vladimir Viktorovič Aksënov, cosmonauta sovietico († 2024)
- 1º febbraio - Mario Bellini, designer italiano
- 1º febbraio - Domenico Cieri, direttore di coro e musicologo italiano († 2002)
- 1º febbraio - Ginette Mazel, cestista francese († 2004)
- 1º febbraio - Óscar Moglia, cestista uruguaiano († 1989)
- 1º febbraio - Lawrence Harold Welsh, vescovo cattolico statunitense († 1999)
- 2 febbraio - Elga Andersen, modella e attrice tedesca († 1994)
- 2 febbraio - Jerry Bird, cestista statunitense († 2017)
- 2 febbraio - Junko Hori, attrice e doppiatrice giapponese († 2024)
- 2 febbraio - Gaspare Jean, medico, ematologo e politico italiano († 2019)
- 2 febbraio - Juliusz Paetz, arcivescovo cattolico polacco († 2019)
- 2 febbraio - Alex Parker, calciatore scozzese († 2010)
- 2 febbraio - Daryush Shayegan, filosofo e romanziere iraniano († 2018)
- 2 febbraio - Marilee Stepan, nuotatrice statunitense († 2021)
- 2 febbraio - Michel Subor, attore francese († 2022)
- 2 febbraio - Inga-Britt Söderberg, modella finlandese († 2019)
- 2 febbraio - Jean-Louis Verdier, matematico francese († 1989)
- 3 febbraio - Elżbieta Gellner, ex nuotatrice polacca
- 3 febbraio - Aleksandr Kandel', cestista e allenatore di pallacanestro sovietico († 2005)
- 3 febbraio - Franco Reviglio, economista, dirigente pubblico e politico italiano
- 3 febbraio - Royal Robbins, arrampicatore statunitense († 2017)
- 3 febbraio - Mario Stoppino, politologo italiano († 2001)
- 3 febbraio - Johnny "Guitar" Watson, chitarrista e cantante statunitense († 1996)
- 4 febbraio - Carlo Pisati, politico italiano († 2011)
- 4 febbraio - Alberto Stefanelli, ex calciatore italiano
- 4 febbraio - Martti Talvela, basso finlandese († 1989)
- 4 febbraio - Collin Wilcox, attrice statunitense († 2009)
- 5 febbraio - Max Deubel, pilota motociclistico tedesco
- 5 febbraio - Jack Findlay, pilota motociclistico australiano († 2007)
- 5 febbraio - Alex Harvey, musicista e cantante scozzese († 1982)
- 5 febbraio - Shōgō Kuniba, artista marziale giapponese († 1992)
- 5 febbraio - Bill McCadney, cestista portoricano († 2009)
- 5 febbraio - Michele Miraglia, politico italiano († 2023)
- 5 febbraio - Piergiorgio Strata, neuroscienziato italiano
- 5 febbraio - Charles Wesley Turnbull, politico statunitense († 2022)
- 5 febbraio - Yang Boyong, ex cestista e allenatore di pallacanestro cinese
- 6 febbraio - Francesco Calogero, fisico italiano
- 6 febbraio - Willie Duff, calciatore scozzese († 2004)
- 6 febbraio - Bruno Tassan Din, dirigente d'azienda e editore italiano († 2000)
- 7 febbraio - Heinz Czechowski, poeta e drammaturgo tedesco († 2009)
- 7 febbraio - Luciano Forni, politico italiano († 2020)
- 7 febbraio - Cliff Jones, ex calciatore gallese
- 7 febbraio - Herb Kohl, politico e imprenditore statunitense († 2023)
- 7 febbraio - Robert Markowitz, regista televisivo statunitense
- 7 febbraio - Augusto Rocha, ex calciatore portoghese
- 8 febbraio - Gregorio Agrigento, mafioso italiano († 2020)
- 8 febbraio - Ivan Beljaev, ex siepista sovietico
- 8 febbraio - Josef Lenz, slittinista tedesco († 2023)
- 8 febbraio - Kong Lung, regista cinese († 2014)
- 8 febbraio - Willy Vannitsen, ciclista su strada e pistard belga († 2001)
- 9 febbraio - Tommaso Lisi, poeta italiano
- 10 febbraio - Luis Advis, compositore e docente cileno († 2004)
- 10 febbraio - John Alcorn, grafico e illustratore statunitense († 1992)
- 10 febbraio - Miroslav Blažević, calciatore e allenatore di calcio croato († 2023)
- 10 febbraio - Milan Merkl, ex cestista cecoslovacco
- 10 febbraio - Francesco Providenti, magistrato e politico italiano († 2024)
- 10 febbraio - Onésimo Silveira, scrittore, politico e diplomatico capoverdiano († 2021)
- 11 febbraio - Romano Alquati, sociologo, attivista e saggista italiano († 2010)
- 11 febbraio - Marcelo Etchegaray, calciatore argentino († 2021)
- 11 febbraio - Rudi Hoffmann, calciatore tedesco († 2020)
- 11 febbraio - Alfonso Hüppi, pittore, designer e scultore tedesco
- 11 febbraio - Delena Kidd, attrice britannica
- 11 febbraio - Giuseppe Lamonica, scacchista italiano
- 11 febbraio - Nerio Neri, scrittore italiano († 2022)
- 11 febbraio - M.C. Reynolds, giocatore di football americano statunitense († 1991)
- 11 febbraio - Gene Vincent, cantante e musicista statunitense († 1971)
- 12 febbraio - Giovanni Maria D'Erme, iranista italiano († 2011)
- 12 febbraio - Marina Doria, ex sciatrice nautica svizzera
- 12 febbraio - Pone Kingpetch, pugile thailandese († 1982)
- 12 febbraio - Gene McDaniels, cantante statunitense († 2011)
- 12 febbraio - Nidia Pausich, ex cestista italiana
- 12 febbraio - Adel Sabri, cestista e allenatore di pallacanestro egiziano († 2011)
- 13 febbraio - Massimo Ferretti, poeta, scrittore e giornalista italiano († 1974)
- 13 febbraio - Marcelino Oreja, politico spagnolo
- 13 febbraio - Don Panoz, imprenditore statunitense († 2018)
- 13 febbraio - Denise Perrier, modella, attrice e politica francese
- 13 febbraio - Giulio Rinaldi, pugile e attore italiano († 2011)
- 14 febbraio - Jorma Aalto, funzionario e politico finlandese († 2019)
- 14 febbraio - Patricia Bredin, attrice e cantante britannica († 2023)
- 14 febbraio - Lorenzo Cappa, calciatore e allenatore di calcio italiano († 2002)
- 14 febbraio - Bohumil Kubát, lottatore cecoslovacco († 2016)
- 14 febbraio - Gianni Meanti, calciatore italiano († 2009)
- 14 febbraio - Grigore Vieru, poeta moldavo († 2009)
- 14 febbraio - Mike Wheeler, velocista britannico († 2020)
- 14 febbraio - David Wilson, diplomatico e sinologo britannico
- 15 febbraio - John Rusling Block, politico statunitense
- 15 febbraio - Anton Blok, antropologo olandese († 2024)
- 15 febbraio - Beat Brenk, storico dell'arte svizzero
- 15 febbraio - Susan Brownmiller, giornalista, scrittrice e attivista statunitense († 2025)
- 15 febbraio - Valerio Castronovo, storico e giornalista italiano († 2023)
- 15 febbraio - Roger Chaffee, astronauta e ingegnere statunitense († 1967)
- 15 febbraio - Cesare Geronzi, banchiere e dirigente d'azienda italiano
- 15 febbraio - Magdalena Ruiz Guiñazú, giornalista e scrittrice argentina († 2022)
- 15 febbraio - Gene Hickerson, giocatore di football americano statunitense († 2008)
- 15 febbraio - Muhamet Përmeti, ex cestista e allenatore di pallacanestro albanese
- 15 febbraio - Cristóbal Ramas, ex cestista filippino
- 15 febbraio - Wallace Sargent, astronomo statunitense († 2012)
- 16 febbraio - Brian Bedford, attore britannico († 2016)
- 16 febbraio - Sonny Bono, cantante, produttore discografico e politico statunitense († 1998)
- 16 febbraio - Edda Dell'Orso, cantante italiana
- 16 febbraio - Georg Heibl, ex bobbista tedesco
- 16 febbraio - Juan Piquer Simón, regista spagnolo († 2011)
- 17 febbraio - Vittorio Battarra, doppiatore e attore italiano († 2025)
- 17 febbraio - Silvano Larini, faccendiere italiano
- 17 febbraio - Giampiero Mangiarotti, calciatore italiano († 1990)
- 17 febbraio - Christina Pickles, attrice britannica
- 17 febbraio - Claude Valdois, ciclista su strada francese († 2016)
- 17 febbraio - Hrvoje Šarinić, politico croato († 2017)
- 18 febbraio - Emilio Simeón Allué Carcasona, vescovo cattolico spagnolo († 2020)
- 18 febbraio - Ciarán Bourke, musicista irlandese († 1988)
- 18 febbraio - Nicolás Antonio Castellanos Franco, vescovo cattolico e missionario spagnolo († 2025)
- 18 febbraio - Anna Maria Ferrero, attrice italiana († 2018)
- 18 febbraio - Miloš Grbić, calciatore jugoslavo († 2023)
- 18 febbraio - Peter Head, nuotatore britannico († 2019)
- 18 febbraio - Antonio Marzano, economista e ex politico italiano
- 19 febbraio - Akgün Kaçmaz, calciatore turco († 2023)
- 19 febbraio - José Luis Martínez Gómez, cestista spagnolo († 2017)
- 20 febbraio - Jordan Cronenweth, direttore della fotografia statunitense († 1996)
- 20 febbraio - Ellen Gilchrist, scrittrice e poetessa statunitense († 2024)
- 20 febbraio - Erich Hasenkopf, calciatore austriaco († 2021)
- 20 febbraio - Frank Jordan, politico statunitense
- 20 febbraio - James Moore, ex pentatleta statunitense
- 20 febbraio - Norma Moore, attrice statunitense
- 20 febbraio - Bríd Rodgers, politica irlandese
- 21 febbraio - Giuseppe Alleruzzo, mafioso e collaboratore di giustizia italiano († 2019)
- 21 febbraio - Gianni Fermi, calciatore italiano († 2021)
- 21 febbraio - Evloghios Hessler, vescovo ortodosso tedesco († 2019)
- 21 febbraio - Mark McManus, attore e pugile scozzese († 1994)
- 22 febbraio - Ferruccio Alessandri, fumettista, grafico e traduttore italiano
- 22 febbraio - Danilo Kiš, scrittore jugoslavo († 1989)
- 22 febbraio - Valdis Muižnieks, cestista sovietico († 2013)
- 23 febbraio - Peder Kjær-Andersen, ex calciatore danese
- 24 febbraio - Boris Lukášik, ex cestista cecoslovacco
- 24 febbraio - Antonio Pasinato, ex calciatore e allenatore di calcio italiano
- 24 febbraio - Vicente Piquer, allenatore di calcio e calciatore spagnolo († 2018)
- 24 febbraio - Jean de Viguerie, storico francese († 2019)
- 25 febbraio - Tony Campolo, pastore protestante e sociologo statunitense († 2024)
- 25 febbraio - José Macia, ex calciatore e allenatore di calcio brasiliano
- 26 febbraio - Azzedine Alaïa, stilista tunisino († 2017)
- 26 febbraio - Sergio Bazzini, regista e sceneggiatore italiano († 2025)
- 26 febbraio - Knut Brogaard, calciatore norvegese († 2004)
- 26 febbraio - Roman Malinowski, politico polacco († 2021)
- 26 febbraio - Artur Rasizadə, politico azero
- 26 febbraio - Dorval Rodrigues, calciatore brasiliano († 2021)
- 26 febbraio - Jane Wagner, scrittrice, regista e produttrice cinematografica statunitense
- 27 febbraio - Mirella Freni, soprano italiano († 2020)
- 27 febbraio - Theodor Hoffmann, ammiraglio e politico tedesco-orientale († 2018)
- 27 febbraio - Rudolf Jelínek, attore e doppiatore ceco († 2024)
- 27 febbraio - Sergio Notarnicola, calciatore italiano († 2025)
- 27 febbraio - Pierre Auguste Gratien Pican, vescovo cattolico francese († 2018)
- 27 febbraio - Anne Treisman, psicologa statunitense († 2018)
- 28 febbraio - Raúl Vasquez Arellano, calciatore messicano († 1997)
- 28 febbraio - Giovanni Divella, politico italiano († 2018)
- 28 febbraio - Gianfelice Schiavone, calciatore italiano († 2019)
- 28 febbraio - Gianfranco Spadaccia, politico e giornalista italiano († 2022)